# Aotus trivirgatus
Aotus trivirgatus är en däggdjursart som först beskrevs av Alexander von Humboldt 1811.  Aotus trivirgatus ingår i släktet nattapor och familjen Aotidae. IUCN kategoriserar arten globalt som livskraftig. Inga underarter finns listade.
Denna nattapa förekommer i norra Sydamerika i södra delen av Venezuela och i norra Brasilien (delstater Amazonas, Pará och Rondônia). Möjligen når den angränsande delar av Colombia och Guyana. Arten vistas i olika slags skogar.
Djuret är främst aktiv på natten och äter frukter, blommor, nektar och några smådjur som insekter. Aotus trivirgatus lever antingen i familjegrupper av ett föräldrapar med sina ungar eller ensam. Reviret är 5 till 18 hektar stort och de kan överlappas. Honor föder oftast en unge per kull. Hannar deltar aktiv i ungarna uppfostring.
Hanar är med en genomsnittlig vikt av 1,2 kg något större än honor som väger cirka 1,0 kg. Enligt en annan källa är vikten för hannar cirka 815 g respektive 735 g för honor. Pälsen på halsens sidor bildas av hår med gråa och bruna avsnitt vad som ger ett spräckligt mer gråaktigt utseende. Andra delar av ovansidan och likaså gråbruna med mer andel brun. Undersidan är täckt av brun-orange päls. De tre lodrätta mörka strimmorna på huvudet är tydligast i ansiktets övre del.